# Balneario de La Toja
El Balneario de La Toja o Gran Hotel de La Toja es un hotel balneario situado en la isla de La Toja, Galicia, España.
Se construyó en 1907 según proyecto del arquitecto Daniel Vázquez Gulias, inspirándose en balnearios de la época como el Marienbad de Alemania.
Fue bastante popular entre la clase alta española.
En 1945 se remodeló, derribándose las torres. 